# Willoughby-on-the-Wolds
Willoughby-on-the-Wolds – wieś w Anglii, w hrabstwie Nottinghamshire, w dystrykcie Rushcliffe. Leży 16 km na południe od miasta Nottingham i 159 km na północny zachód od Londynu. Miejscowość liczy 484 mieszkańców.